# Chu Ta (cráter)
Chu Ta es un cráter de impacto de 100 km de diámetro del planeta Mercurio. Debe su nombre al pintor chino Bada Shanren (c. 1625-1705), y su nombre fue aprobado por la  Unión Astronómica Internacional en 1976.